# 열혈공민
열혈공민(熱血公民)은 홍콩의 우익 대중주의 개헌파 정당이다. 2012년 황양달이 세운 시민단체를 그 모체로 한다. 중화인민공화국 중앙정부의 홍콩 정치 개입을 강하게 거부하며, 항의시위에 있어서도 전투적인 양상을 보인다. 중국 공산당이 무너져야 한다고 주장하며 2016년 홍콩 입법회 선거에서 보라정치학원, 홍콩부흥회와 단일화하여 정송태를 당선시켰다. 이후 조직 내 유일한 의원인 정송태가 지도부를 잡고 시민단체를 정당으로 전환시켰다. 2021년 9월 3일에 해산했습니다.

## 같이 보기
- 인터넷 활동주의
- 본토파